# Ashley Cole
Ashley Cole (født 20 december 1980 i London) er en engelsk fodboldspiller med rødder fra Barbados. Han spiller venstre back for LA Galaxy.
Den 25. februar 2000 skrev han under på sin første professionelle kontrakt med barndomsklubben Arsenal, som han havde støttet siden han var helt lille. I alt tilbragte Cole 7 sæsoner i Arsenal, inden at Cole skiftede til London-rivalen, Chelsea. Den handel endte med at skabe en masse overskrifter, og Cole blev af Arsenal's fans kaldt for "Cashley", fordi de mente at han kun skiftede fordi han kunne få en bedre løn hos Chelsea. I Chelsea fik han nummer 3, og gik straks ind og indtog venstreback pladsen på daværende træner, José Mourinho's hold. Han har pr. november 2013 spillet 106 landskampe for England. Ashley Cole har været gift med sangerinden Cheryl Cole.
Han havde engang en luftriffel med til træning. Med den skød han uden at det var med vilje, en ung praktikant. Han skød da han ikke vidste at riflen var ladt.